# Argentinski Slovenci
Število slovenskih priseljencev v Argentino oziroma njihovih potomcev ni znano, ocenjuje pa se na okoli 30 000, kar pomeni, da je Argentina na četrtem mestu po številu slovenskih izseljencev, po ZDA, Kanadi in Nemčiji.

## Priseljevanje Slovencev v Argentino
Slovenci so se v Argentino naseljevali v večih valovih, prvi že v šestdesetih letih 19. stoletja. Pomembna slovenska selitvena prirastka pa sta prišla v obdobju med 1. in 2. svetovno vojno in po drugi svetovni vojni. Poleg gospodarskih so za prvega razlogi tudi politični, predvsem zaradi vzpona fašizma v Italiji. Povojni begunci pa so v Argentino pribežali pred komunističnim režimom v Jugoslaviji, zato je med njimi tudi veliko duhovnikov in izobražencev. Mnogi so se preselili iz begunskih taborišč v Avstriji in Italiji, nekaj pa je bilo tudi rešencev iz brezen pred povojnimi poboji. 
Slovenski povojni priseljenci v Argentino so tam, kakor tudi že v begunskih taboriščih, razvili močno kulturno življenje in ohranili močno narodno zavest. Vse to bogato kulturno življenje, ki so ga kot Slovenci ohranili, je postalo znano kot argentinski čudež.